# Aglais xantholeloena
Aglais xantholeloena är en fjärilsart som beskrevs av John Obadiah Westwood och Henry Noel Humphreys 1840. Aglais xantholeloena ingår i släktet Aglais och familjen praktfjärilar. Inga underarter finns listade i Catalogue of Life.